# Serop Mirzoyan
Serop Mirzoyan (Diyarbakır, ca. 1 juli 1906 – Amersfoort, 14 november 2014) werd vanaf het overlijden van de toen 106-jarige Tjeerd Epema op 1 april 2013 tot zijn overlijden beschouwd als de oudst levende man in Nederland. Mirzoyan was Armeniër van nationaliteit, maar werd geboren in de Turkse stad Diyarbakır, waar in 1906 nog geen bevolkingsregisters werden bijgehouden. Mirzoyan kwam in 1996 naar Nederland, en gaf destijds aan geboren te zijn 'in 1906'. Omdat hij echter geen geboortepapieren had, werd als datum 1 juli 1906 aangehouden.

## Biografie
Mirzoyan werd in Turkije geboren uit Armeense ouders, en ontvluchtte het land omdat de Armeniërs er aan het begin van de 20e eeuw werden onderdrukt. Hij werd landbouwer in het Koerdische deel van Irak. Nadat zijn vrouw en zijn zoon waren overleden, vertrok hij naar Nederland, dit om bij zijn dochter te kunnen zijn.
Mirzoyan sprak Armeens, Arabisch, Koerdisch en beperkt Nederlands. Tot na zijn 100e verjaardag werkte hij nog in zijn eigen moestuin.
Hij overleed uiteindelijk op ruim 108-jarige leeftijd, en werd als oudste man van Nederland opgevolgd door de 107-jarige Floor van Cleemputte.